# Stadio Dinamo-Yuni
Lo stadio Dinamo-Yuni (Стадыён «Дынама-Юні») è uno stadio di calcio situato a Minsk, in Bielorussia. Ha una capienza di 4.500 posti e ospita le partite in casa della Dinamo Minsk.